# Mercato di Bermondsey

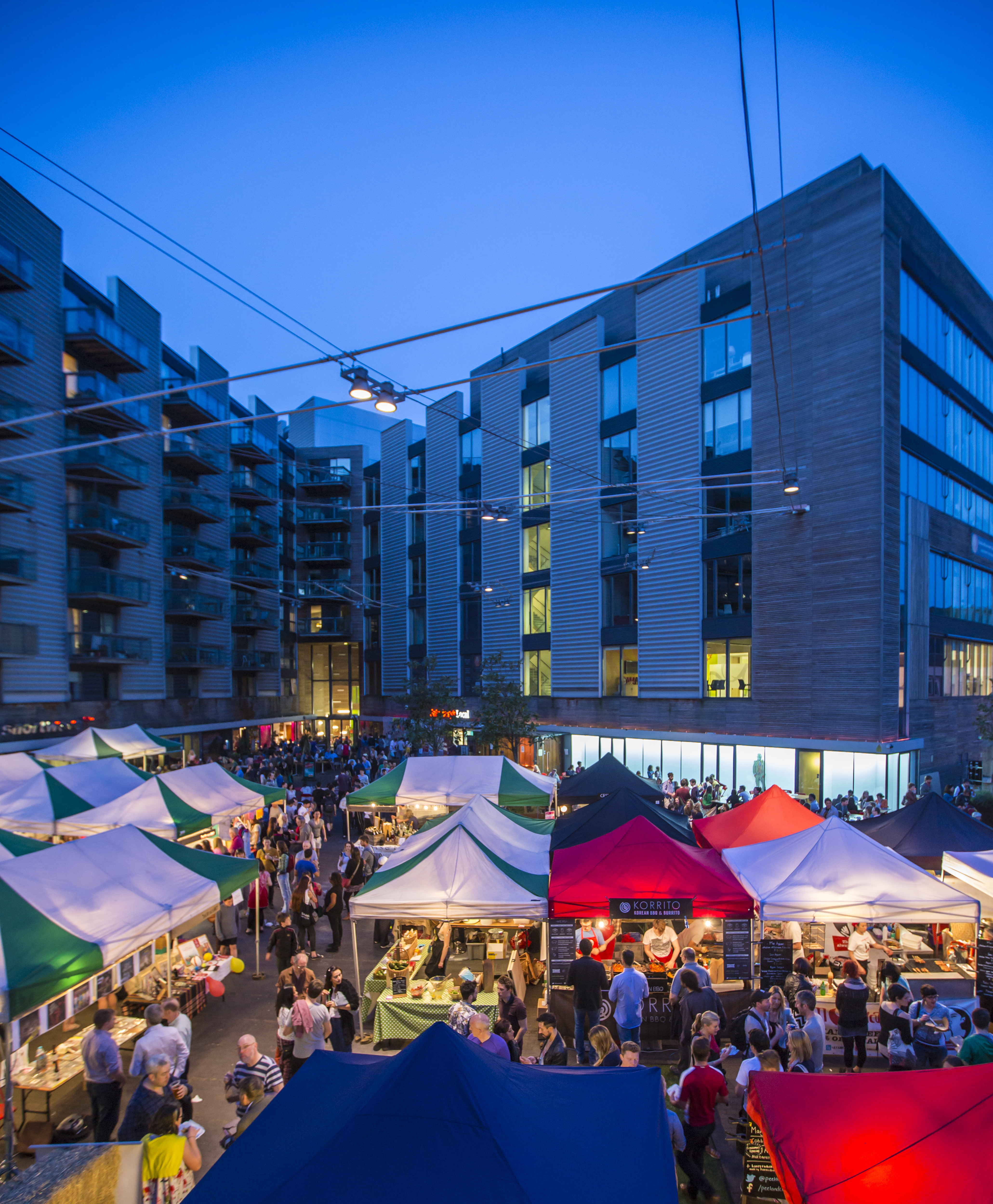
Il mercato di Bermondsey nel 2014

Il mercato di Bermondsey (noto anche come Nuovo mercato della Caledonia e mercato dell'antiquariato di Bermondsey Square) è un mercato dell'antiquariato e di oggetti vintage a Bermondsey Square, a Bermondsey, nel quartiere londinese di Southwark. 
Il mercato è aperto il venerdì. Nelle bancarelle si trovano oggetti antichi e da collezione, ma anche gioielli in oro e argento e oggetti di seconda mano.

## Storia
In passato, l'area su cui sorge il mercato era il sito dell'Abbazia di Bermondsey, in cui visse la regina consorte vedova di Edoardo IV d'Inghilterra, Elizabeth Woodville, dal 1487 alla morte, avvenuta nel 1492.
Il nuovo mercato della Caledonia si trova nella sede attuale dal 1950. In precedenza, il mercato della Caledonia, nato come mercato del bestiame e successivamente trasformatosi in un mercato del bric-à-brac, era ospitato nella zona di Islington, che venne riqualificata alla fine degli anni '40.

### Mercato aperto
Il mercato di Bermondsey è aperto dalle 6 del mattino fino a mezzogiorno (alcune fonti dicono dalle 4:00 alle 14:00). Gli orari derivano dalla legge medievale del mercato aperto, che fu abolita nel 1995. Secondo questa legge, in alcuni specifici mercati, tra cui il mercato di Bermondsey, se un articolo veniva venduto tra l'alba e il tramonto, la sua provenienza non poteva essere messa in dubbio. I beni rubati potevano quindi essere scambiati e l'acquirente otteneva regolare titolo di proprietà.